# IC 1982
IC 1982 — галактика типу Sab (компактна витягнута галактика) у сузір'ї Сітка.
Цей об'єкт міститься в оригінальній редакції індексного каталогу.